# SN 1997de
SN 1997de – supernowa typu Ia odkryta 27 sierpnia 1997 roku w galaktyce NGC 6769. W momencie odkrycia miała maksymalną jasność 18,20m.